# Parche de tuna

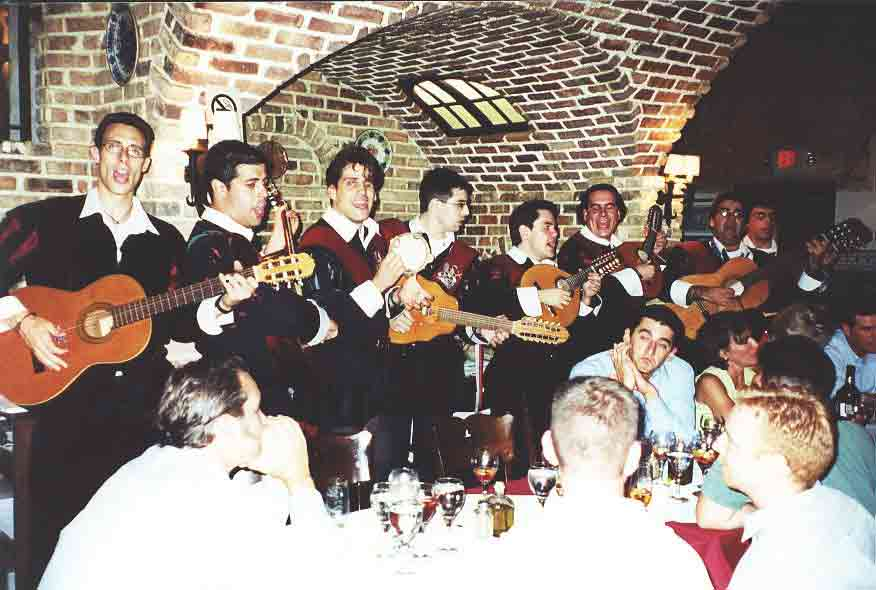
Tuna dando el parche en un restaurante.

Dar el parche o parchear es en terminología de tuna la acción de solicitar una prestación económica después o mientras se interpreta una canción pasando la pandereta (denominada parche que es el elemento que da el nombre a la acción). También se ha hecho bastante habitual ofrecer la compra de un CD de tuna al mismo tiempo.
Siempre se pide permiso primero para no interferir o molestar a ninguna persona y evitar posibles incidencias o polémicas.

## Momentos
Los momentos concretos en los que se puede dar el parche son todos en los que se de la circunstancia para ello y siempre dependiendo de la voluntad y necesidad que el tuno tenga de hacer acopio de dinero.
Se suele parchear sobre todo durante los viajes de tuna, en restaurantes, terrazas, en eventos como bodas, bautizos, comuniones...

## Términos relacionados
- Lugar de parche es el lugar (restaurante, terraza, calle...) habitualmente utilizado por una tuna concreta para "dar el parche". Estos lugares son reconocidos y respetados por el resto de agrupaciones.
- Grupo de parche, es el grupo de tunos que suele actuar conjuntamente. Puede estar compuesto por diferentes perfiles como tunos fijos o tunos que acuden de forma eventual. En Madrid un grupo de parche suele estar compuesto por cuatro miembros (dos guitarras, un bandurria y un pandereta; grupo mínimo para asegurar una musicalidad adecuada), en contraposición a tunas de otras regiones donde acude la tuna entera.

## Variaciones
Una variante es el denominado Strassenparchen consistente en cantar en vía pública en formación cerrada y solicitar a las personas que se acerquen a escuchar la prestación económica oportuna.
No confundir esta actividad con el navarreo, contrato o actuación oficial.